# My Little Pony: Equestria Girls – Barátságpróba
A My Little Pony: Equestria Girls – Barátságpróba (eredeti cím: My Little Pony: Equestria Girls – Friendship Games) 2015-ben bemutatott egész estés amerikai–kanadai televíziós 2D-s számítógépes animációs film, amely az My Little Pony: Equestria Girls – Szivárványvarázs című animációs film folytatása, és az Én kicsi pónim: Varázslatos barátság animációs televíziós sorozat filmje. A forgatókönyvet Josh Haber írta, az animációs filmet Jayson Thiessen rendezte. Amerikában 2015. szeptember 26-án mutatta be a Discovery Family csatorna. Magyarországon a Minimax mutatta be 2015. december 13-án.

## Ismertető
A Canterlot High négyévente megrendezi a „Barátság Játékokat”, ahol változatos sporteseményeken küzdenek meg a többi iskolával, és a versenyt eddig mindig a Crystal Prep nyerte. Fluttershy, Pinkie Pie, Rainbow Dash, Rarity, Applejack és Sunset Shimmer ezért kénytelen lesz összedolgozni, hogy idén ők vigyék el a főnyereményt. Rájönnek azonban, hogy a másik Twilight Sparkle a vetélytárs csapat tagja.

## Szereplők
| Szereplő                | Eredeti hang        | Magyar hang      |
| ----------------------- | ------------------- | ---------------- |
| Twilight Sparkle        | Tara Strong         | Vadász Bea       |
| Sunset Shimmer          | Rebecca Shoichet    | Simonyi Réka     |
| Rainbow Dash            | Ashleigh Ball       | Grúber Zita      |
| Applejack               | Ashleigh Ball       | Solecki Janka    |
| Pinkie Pie              | Andrea Libman       | Zsigmond Tamara  |
| Fluttershy              | Andrea Libman       | Szabó Zselyke    |
| Rarity                  | Tabitha St. Germain | Molnár Ilona     |
| Spike                   | Cathy Weseluck      | Seszták Szabolcs |
| Sour Sweet              | Sharon Alexander    | Dögei Éva        |
| Sugarcoat               | Sienna Bohn         | Haffner Anikó    |
| Indigo Zap              | Kelly Sheridan      | Pekár Adrienn    |
| Sunny Flare             | Britt Irvin         | Vámos Mónika     |
| Lemon Zest              | Shannon Chan-Kent   | Hermann Lilla    |
| Flash Sentry            | Vincent Tong        | Markovics Tamás  |
| Abacus Cinch igazgatónő | Iris Quinn          | Nádasi Veronika  |
| Celestia igazgatónő     | Nicole Oliver       | Orosz Helga      |
| Luna igazgatóhelyettes  | Tabitha St. Germain | Németh Kriszta   |
| Cadance dékán           | Britt McKillip      | Vágó Bernadett   |
| Shining Armor           | Andrew Francis      | Moser Károly     |
| Sweetie Drops           | Andrea Libman       | Vámos Mónika     |
| Cherry Crash            | Paula Berry         | Oláh Orsolya     |

## Dalok
| Dal                        | Eredeti előadó                                                                  | Magyar előadó                          |
| -------------------------- | ------------------------------------------------------------------------------- | -------------------------------------- |
| Friendship Games           | Rebecca Shoichet, Shannon Chan-Kent, Kazumi Evans, Ashleigh Ball, Andrea Libman | Csuha Bori, Sági Tímea, Vágó Bernadett |
| CHS Rally Song             | Ashleigh Ball, Kaylee Johnston, Gabriel Brown                                   | Csuha Bori, Sági Tímea, Vágó Bernadett |
| What More Is Out There?    | Rebecca Shoichet                                                                | Vágó Bernadett                         |
| ACADECA                    | Rebecca Shoichet, Kaylee Johnston, Gabriel Brown                                | Csuha Bori, Sági Tímea, Vágó Bernadett |
| Unleash the Magic          | Iris Quinn, Rebecca Shoichet, Kaylee Johnston, Gabriel Brown                    | Nádasi Veronika, Vágó Bernadett        |
| Right There in Front of Me | Rebecca Shoichet, Shannon Chan-Kent, Kazumi Evans, Ashleigh Ball, Andrea Libman | Csuha Bori, Sági Tímea, Vágó Bernadett |